# ダイハツ・ネイキッド
ネイキッド（NAKED）は、ダイハツ工業が生産・販売していた軽自動車である。

## 概要
1997年（平成9年）に開催された第32回東京モーターショーに参考出品された。当初販売予定はなかったが、同モーターショーでの反響が大きかったため、販売を決定した。その後、1999年（平成11年）に開催された第33回東京モーターショーで市販モデルが公開された後、同年内に販売開始。ベースは前年フルモデルチェンジされたミラ（L700系）である。
市販化にあたり、衝突安全基準が見直された新軽自動車規格にあわせて手直しはされているが、コンセプトカーのスタイルをほぼ踏襲し、実用面の各種アイディアも生かされている。
バンパーおよびフロントグリルは外側からボルト止めされており、簡単に取り外しができるようになっている。元の部品を取り外し、ダイハツディーラーオプションのカーボンファイバールックのパーツや、フォグランプを装着することも可能である。外装の樹脂部品が小さめに分割されており、擦り傷を作りやすいバンパー角だけを交換してDIY感覚で修繕できるなどの合理性もあった。
一般的なキーレスエントリーシステムとは異なり、ドアを閉めて車から離れると自動的に施錠、車に近づくと自動的に解除される「キーフリーシステム」を採用している。これも突っ張り棒やアイボルトなどと同様、商用車からのフィードバックで、頻繁な乗降と施錠・解錠を繰り返す宅配便などの集配業務用途の車種で採用されていたものである。ただし初期型モデルの一部には搭載されていない。
全高を1,550 mm に抑えて機械式立体駐車場に入れるようにし、なおかつムーヴよりも低いラゲッジルームの床高さを実現しており、これにはミラ・ウォークスルーバンのリア周りの設計が生かされている。軽乗用車ながら、最低地上高はクロスカントリー車に迫る180 mm（4WDはリアデフ下端の150 mm）を確保しているため、雪道や川原などでの走破性も高い。
また、スクウェアなデザイン、ヒンジ剥き出しなど、無骨なデザインを生かしてエクステリアをハマー風に改造する事例も一部で見られる。

## 初代 L750/760S型  （1999年 - 2004年）
車両形式:L750S型（2WD車）/L760S型（4WD車）
- 1999年11月4日：販売開始。ラインナップは軽新規格化と同時に開発されたEF-VE（3気筒DVVT付きNA）型エンジンを搭載した標準車とEF-DET型ターボエンジンを搭載した「ターボ」の2グレードが基本で、スモークドガラス・助手席SRSエアバッグ・キーレスエントリー（電波式/アンサーバック機能付）・リアシートヘッドレスト・助手席&後席シートバックボード・助手席シートアンダートレイ・ラゲージルームランプ・リヤワイパー（2WD車のみ、4WD車は標準装備済）を追加装備した「Gパッケージ」を設定。トランスミッションはグレードを問わず5MTと4ATを設定する。併せて、インターネット期間限定特別仕様車「シルバー・web・エディション」を発表（翌11月5日から2000年3月まで専用サイトのみで申込受付、発売は同年12月1日より）。「ターボ Gパッケージ」の4AT車をベースに、ベース車では組み合わせの設定がないシルバーメタリックのボディカラーとブラックの内装色のみを設定。14インチアルミホイール、キーフリーシステム、メタル調インパネ、メタル調センタークラスター等を装備した。
- 2000年5月：標準車をベースに「Gパッケージ」の装備品と2DIN CD・AM/FM付ステレオ&16 cm フロントスピーカー、電動格納式ドアミラー、13インチフルホイールキャップ、インナーピラーガーニッシュを装備し、快適性能をプラスとした特別仕様車「Sエディション」を発売。
- 2000年7月7日：一部改良（同年7月10日販売開始）。一部グレードに助手席エアバッグとプリテンショナー機構付フロントシートベルトを装備し、安全性能を強化した。
- 2000年10月4日：一部改良。衝突安全ボディ「TAF（タフ）」の性能強化・安全インテリア「SOFI（ソフィ）」の導入・MT車へのクラッチスタートシステムの導入による安全性の向上、自然吸気エンジン車の「良-低排出ガス車（★）」認定を取得し、さらに、リアリクライニングシートとパンク時の応急処置ができるスペアタイヤレス仕様のセットオプションを追加やパワーウィンドウのスイッチ位置の変更を行い、ボディカラーと内装色を自由に組み合わせできるようになった。グレード体系も刷新し、従来の「Gパッケージ」の装備品をすべて標準装備化し、新たにAM/FM付カセットステレオ&16 cm フロントスピーカーを追加した「G」と電動格納式ドアミラーを追加した「ターボG」としてグレード化。グレードパックが設定されており、「G」には一部装備を省略・簡素化した「Bパッケージ」と装備を充実した「Sパッケージ」を、「ターボG」には14インチアルミホイールを標準装備した「SPパッケージ」を用意した。
- 2000年12月25日：軽自動車初となるディスチャージヘッドランプ（ロー・ハイビーム）、専用センターグリル、メッキパーツ、専用撥水シート生地、2トーン革巻ステアリングホイールなどを装備したドレスアップグレード「ターボX」と同仕様をベースにゼブラパターンの内外装と専用装備を追加したテリー伊藤プロデュースの特別仕様車「ネイキッド-@1.（アットワン）」を発売。
- 2001年5月17日：「G」をベースに、2DIN CD/MD・AM/FM付ステレオ、リヤシートリクライニング機構&スペアタイヤレス仕様、メッキ電動格納式ドアミラー、メッキドアアウターハンドル、ピラーガーニッシュ、14インチアルミホイールを装備した特別仕様車「メモリアルエディション」を発売。併せて、「ターボGリミテッド」・「ターボXリミテッド」を追加。
- 2001年10月4日：一部改良。「G」・「メモリアルエディションII（「メモリアルエディション」の仕様・装備を変更し、カタログモデル化）」の2WD車が「超-低排出ガス（★★★）」認定を、そのほかのグレードも「優-低排出ガス（★★）」認定をそれぞれ取得。なお、「G」に設定されていた「Sパッケージ」を廃止。
- 2002年1月8日：マイナーチェンジ。専用角形ヘッドランプなどを装備したFシリーズ（「F」・「ターボF」）を追加（Fシリーズは4AT車のみの設定）。Gシリーズはフロントデザインを刷新するとともに、AT車はベンチシート&コラムシフトを採用。また、「G」・「ターボG」のAT車ではFシリーズ専用インテリアとスペアタイヤ仕様のセットオプションの設定もできる。「メモリアルエディションII」は名称を「メモリアルエディション」に戻し、新たにディスチャージヘッドランプ、165/55R14タイヤ&アルミホイール（5本スポーク）、バックドアガーニッシュ、大型リヤコンビランプ（ホワイト）、2トーン革巻ステアリングホイール、2トーンメタル調メーター&センタークラスターを装備した最上級ターボ車「GEAR」を新設した（「GEAR」はFシリーズ同様に4AT車のみの設定）。
- 2002年7月24日：Fシリーズに98.8万円からのお買い得価格に設定した特別仕様車「Fスターエディション」を発売。
- 2003年5月7日：一部改良。グレード体系を刷新し、低価格グレードの「L」、充実グレードの「G」、ターボ車の「ターボG」の3グレードに整理された。Fシリーズは廃止となったが、角型ヘッドランプと専用カラードフロントグリルがセットになった「Fパック」を設定。また、5速MT車は「G」のみの設定となる。
- 2003年8月27日：特別仕様車「Gリミテッド」・「ターボGリミテッド」を発売。前者は「G」をベースにディスチャージヘッドランプ（ロービーム）、13インチアルミホイール（スポーク）&155/65R13タイヤ、成形エンブレムを装備した仕様。後者は「ターボG」をベースにディスチャージヘッドランプ（ロービーム）、14インチアルミホイール（ディッシュ）&165/55R14タイヤ、成形エンブレム、ABSを装備した仕様である。
- 2003年11月[1]:生産終了。以降は在庫対応分のみの販売となる。
- 2004年4月：販売終了。後継車種はなかったものの、既存のテリオスキッド（2012年6月販売終了）が間接上の代替車種となり、コンセプト上の後継車種は2020年6月発売の3代目タフトとなる。生産台数は9万1549台[2]。

## 車名の由来
“naked”とは英語で「全裸」、「むき出しの状態の」、「ありのままの」を意味する言葉である。その名の通り、「むき出しの素材感」がデザインテーマとなっている。